# El Tejocote (Guerrero)
El Tejocote es una localidad del estado mexicano de Guerrero. Es parte del municipio de Malinaltepec.

## Demografía
| Gráfica de evolución demográfica |
|                                  |

| Censo | Población |
| ----- | --------- |
| 1921  | 225       |
| 1930  | 320       |
| 1940  | 454       |
| 1950  | 526       |
| 1960  | 618       |
| 1970  | 581       |
| 1980  | 668       |
| 1990  | 981       |
| 2000  | 966       |
| 2010  | 1 039     |
| 2020  | 1 088     |